# Marin City
Marin City är ett kommunfritt område (engelska unincorporated area) i Marin County i delstaten Kalifornien, USA. Området hade år 2000 2 560 invånare. Området ligger 2,4 km nordväst om staden Sausalito.
Rapparen och skådespelaren 2Pac har bott där.